# Rudolf Scheibe
Rudolf Scheibe (* 18. Juni 1918 in Naunhof; † 1. Dezember 2002 in Solnhofen) war ein deutscher Maler, Bildhauer und Steinmetz.
Rudolf Scheibe arbeitete als Maler, Zeichner, Bildhauer, Steinmetz und Zeichenlehrer. Von 1932 bis 1936 absolvierte er eine Lehre als Gärtner und Steinmetz bei den Granit- und Pflastersteinwerken Günther & Fiedler in Beucha bei Leipzig. 1940 bis 1941 studierte er an der Akademie für Grafische Künste in Leipzig bei Alfred Thiele. 1944 besuchte er die Bildhauerklasse der Kunstgewerbeschule in Leipzig, 1945 die Schnitzschule in Garmisch-Partenkirchen. 1946 bis 1947 setzte er sein Studium an der Akademie der Bildenden Künste in München fort, 1948 bis 1949 an der Akademie der Bildenden Künste in Nürnberg bei Max Körner und Hermann Schorer. 1950 absolvierte Scheibe eine weitere Lehre bei Jakob Wilhelm Fehrle in Schwäbisch Gmünd.
1952 wurde er Mitglied im Berufsverband der Bildenden Künste und der Kunstgilde. 1963 beteiligte er sich an der „Großen Kunstausstellung München“ im Haus der Kunst. 1965 und 1966 folgte die Beteiligung an der Ausstellung der Münchner Künstlergenossenschaft im Haus der Kunst. Ansässig und tätig wurde Scheibe in Solnhofen im Altmühltal.
Nach seinem Tod im Jahr 2002 wurde 2005 eine große Ausstellung seiner Werke in der HypoVereinsbank Augsburg gezeigt. Ebenfalls 2005 folgte die Ausstellung auf der „Kunstmesse im Park“ in Augsburg. Es folgten vom 8. bis 20. August 2006 die Große Kunstausstellung im „Kleinen Schlösschen“ in Herrsching am Ammersee und vom 13. November bis 1. Dezember 2006 die Ausstellung mit der Künstlergruppe „7 rund“ in der „Galerie am Graben“ in Augsburg.